# Кафедральный собор Гётеборга
Кафедральный собор Гётеборга (швед. Göteborgs domkyrka, Gustavi domkyrka) — находится в центре шведского города Гётеборга. Это третье здание, построенное на данном месте. Первое здание было торжественно освящено в 1633 году в честь короля Густава II Адольфа, который погиб годом раньше в битве у Люцена. В 1665 году был создан диоцез Гётеборга и церковь стала кафедральным собором.

## История
После того, как первые здания были уничтожены пожарами, в 1804 году началось новое строительство. При строительстве был частично использован фундамент прежних строений, хотя не все части современного собора соответствуют старым планам. Проект строительства был создан архитектором Карлом Вильгельмом Карлбергом. Так как он умер за год до освящения, строительство было закончено его учеником Юстусом Ф. Вейнбергом. Однако на момент освящения (21 мая 1815 года) работы ещё не были закончены. Башня была торжественно открыта лишь 10 лет спустя, а ещё через 2 года строительство было закончено.
Здание создано в стиле классицизма. В интерьере преобладает белый цвет. Кафедра в стиле ампир создана А. М. Фалькранцем.
Собор реставрировался 3 раза: в 1904 году, в 1954—1957 годах и в 1983—1985 годах.
Здание окружено парком, который находится на месте старого кладбища.